# Wassertorstraße 28 (Quedlinburg)

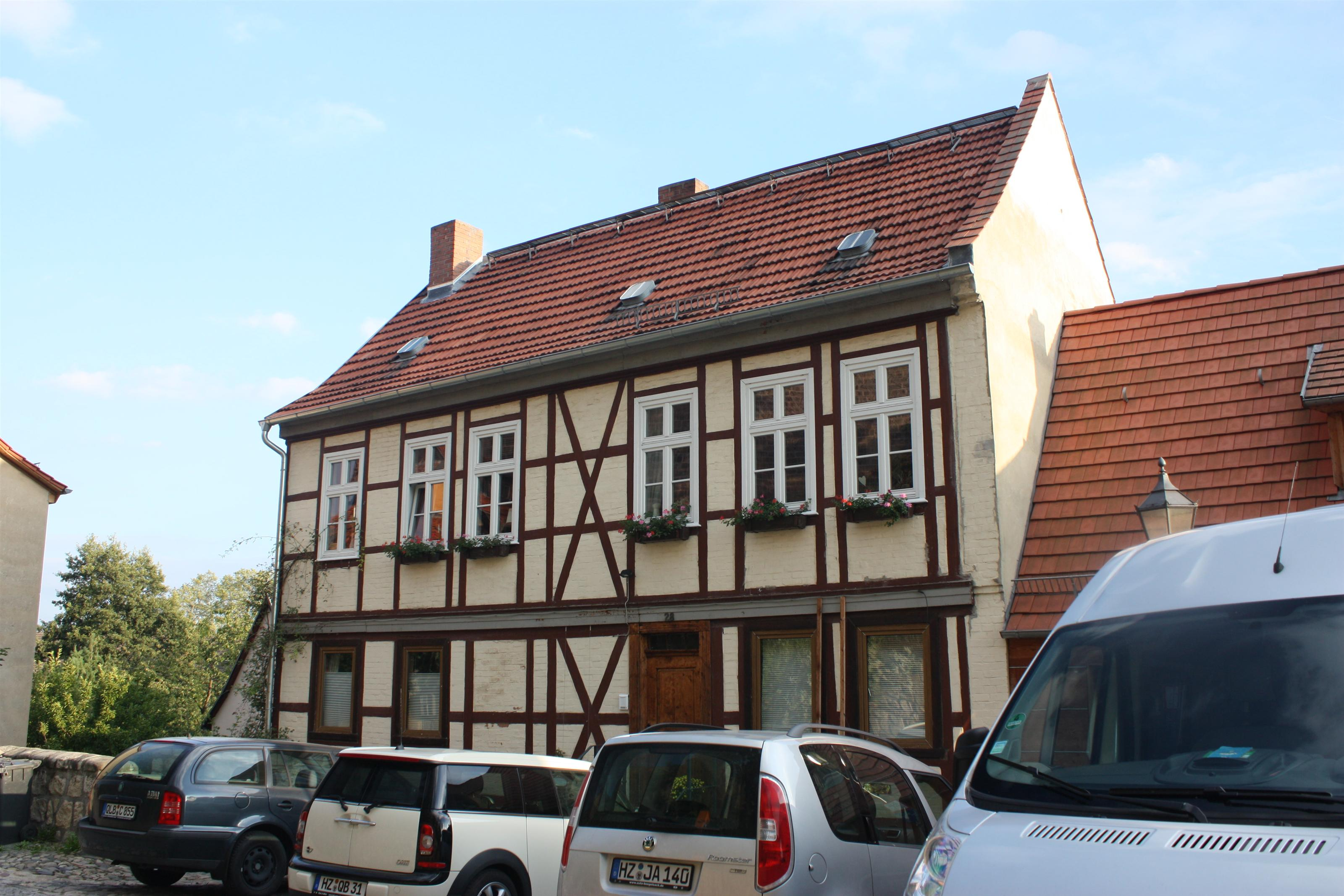
Haus Wassertorstraße 28

Das Haus Wassertorstraße 28 ist ein denkmalgeschütztes Gebäude in der Stadt Quedlinburg in Sachsen-Anhalt.

## Lage
Das Gebäude befindet sich an der Südseite des Quedlinburger Schloßberges im Stadtteil Westendorf. Es ist im Quedlinburger Denkmalverzeichnis als Wohnhaus eingetragen und gehört zum UNESCO-Weltkulturerbe.

## Architektur und Geschichte
Das zweigeschossige Fachwerkhaus entstand in der Zeit um 1840. Die Fachwerkfassade ist durch einen Ständerrhythmus geprägt. Die Stockschwelle ist schlicht gehalten. Auffällig sind zwei Andreaskreuze, die in den Stockwerken als Verstrebungen dienen.